# Miconia rimalis
Miconia rimalis är en tvåhjärtbladig växtart som beskrevs av Charles Victor Naudin. Miconia rimalis ingår i släktet Miconia och familjen Melastomataceae. Inga underarter finns listade i Catalogue of Life.